# Elmis maugetii maugetii
Elmis maugetii maugetii é uma subespécie de insetos coleópteros polífagos pertencente à família Elmidae.
A autoridade científica da subespécie é Latreille, tendo sido descrita no ano de 1798.
Trata-se de uma subespécie presente no território português.